# Harpagophytum zeyheri
Espèce
Synonymes
- Uncaria zeyheri Kuntze[1]

Harpagophytum zeyheri est une plante herbacée du genre Harpagophytum, de la famille des Pedaliaceae.

## Liste des sous-espèces
Selon Tropicos (5 janvier 2023) (Attention liste brute contenant possiblement des synonymes) :
- sous-espèce Harpagophytum zeyheri subsp. schijffii Ihlenf. & H. Hartmann
- sous-espèce Harpagophytum zeyheri subsp. sublobatum (Engl.) Ihlenf. & H.E.K. Hartmann
- sous-espèce Harpagophytum zeyheri subsp. zeyheri